# Patrik Prikryl
Patrik Prikryl (sinh 19 tháng 9 năm 1992) là một hậu vệ bóng đá Slovakia hiện tại thi đấu cho câu lạc bộ Fortuna Liga 1. FC Tatran Prešov, mượn từ FK Pohronie.

## Sự nghiệp câu lạc bộ

### 1. FC Tatran Prešov
Prikryl ra mắt tại Fortuna Liga cho 1. FC Tatran Prešov trước FK Železiarne Podbrezová ngày 18 tháng 2 năm 2018.